# Arrià (poeta)
Arrià (en llatí Arrianus, en grec antic Ἀρριανός) va ser un poeta grec que segons Suides va fer una traducció grega en hexàmetres de les Geòrgiques de Virgili i va escriure un poema sobre Alexandre el Gran (Ἀλεξανδρίας) en 24 rapsòdies i un sobre Àtal de Pèrgam.
Que sigui autor d'aquesta última obra es posa en dubte per alguns crítics, ja que no és clar que un poeta que va viure poc després de Virgili fes una obra sobre Àtal, un personatge molt anterior, llevat que fos un descendent dels Àtals. A més, també podria ser que Suides hagi confós dos poetes del mateix nom o amb nom semblant, ja que Adrià va escriure una obra sobre Alexandre.